# Stanisław Boryssowicz

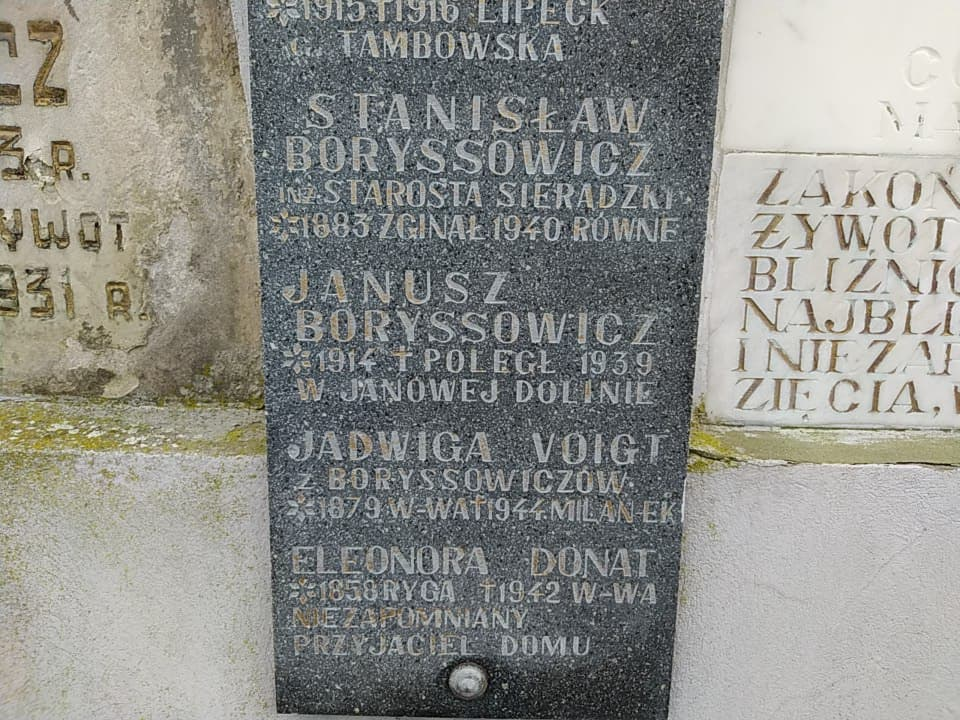
Symboliczna tablica nagrobna Stanisława Boryssowicza i jego syna Janusza na cmentarzu w Chodczu.

Stanisław Prostwiłł Boryssowicz (Borysowicz) h. Dryja (ur. 19 maja 1883 w Warszawie, zm. 1940 w Równem) – inżynier, samorządowiec.

## Życiorys
Syn Teodora i Heleny z Romanowskich. Ukończył gimnazjum klasyczne w Petersburgu, Wydział Mechaniczny Politechniki w Zurychu, gdzie otrzymał tytuł inżyniera, i Szkołę Nauk Politycznych w Paryżu. Należał do Polskiej Partii Socjalistycznej (PPS). Działał w Związku Stowarzyszenia Polskiej Młodzieży Postępowo-Niepodległościowej, zwanej Filarecją. W październiku 1914 wstąpił do tworzących się w Łodzi jednostek Legionów Polskich. Później mieszkał w Chodczu, gdzie od 1916 zarządzał niewielkim majątkiem i czynnie uczestniczył w życiu kulturalnym i społecznym, m.in. od 1 lipca 1917 pełnił urząd burmistrza miasta. Ukończył kurs dla urzędników wyższej administracji przy Uniwersytecie Warszawskim. Z dniem 24 kwietnia 1918 objął urząd drugiego burmistrza miasta Włocławka, pod koniec 1918 został pierwszym burmistrzem miasta. 9 marca 1919 nowo wybrana Rada Miasta Włocławka powierzyła mu stanowisko prezydenta miasta, z którego ustąpił 27 listopada 1919. Podczas wojny polsko-bolszewickiej jako ochotnik (od 12 sierpnia do 4 września 1920) walczył jako artylerzysta amunicyjny na froncie pod Włocławkiem. W latach następnych zajął się własną działalnością gospodarczą oraz był prezesem Kujawskiego Towarzystwa Przemysłowo-Handlowego. Po przewrocie majowym, od 18 marca 1927 do 4 września 1931 był starostą powiatu kieleckiego, następnie (do 1934) starostą powiatu sieradzkiego. W 1937 był dyrektorem Funduszu Pracy w Łucku. 
Po wybuchu II wojny światowej został aresztwany przez NKWD i zamordowany w Równem w 1940. 

### Rodzina
Żonaty z Zofią z Paszkiewiczów (ur. 1887), z którą miał dwóch synów: Witolda (1912–1993), prawnika, przedstawiciela rządu polskiego w Kownie, oficera II Korpusu Polskiego i Jana (1916–1942), podchorążego rezerwy, uczestnika kampanii wrześniowej, zamordowanego przez nacjonalistów ukraińskich w Janowej Dolinie na Wołyniu. 

## Ordery i odznaczenia
- Krzyż Oficerski Orderu Odrodzenia Polski (8 listopada 1930)[3]
- Medal Niepodległości (22 grudnia 1931)[4]

## Upamiętnienie
Na cmentarzu parafialnym w Chodczu znajduje się symboliczny grób Stanisława Boryssowicza.
W kościele pw. Św. Karola Boromeusza w Warszawie, na ścianie „Zamordowanym na Wschodzie” zamieszczone zostało epitafium ofiarowane Stanisławowi Boryssowiczowi i jego synowi, Janowi.